# Wyprawa do Xingu
Wyprawa do Xingu − brazylijski film fabularny z 2012 roku, w reżyserii Cao Hamburgera. 

## Zarys fabuły
Film jest opowieścią o trzech braciach, którzy w 1943 wyruszają na wielką wyprawę, udając analfabetów. Porzucają w tym celu wygodne życie i pracę w São Paulo. W dżungli napotykają Indian, którzy dotąd nie widzieli białych ludzi. Z czasem bracia przechodzą wewnętrzną przemianę, gdy okazuje się, iż wyprawa przestała być beztroską zabawą, a w ich rękach znalazł się los i przyszłość plemienia. Film oparty na faktach.